# Hôtel de la Bourse (La Rochelle)
Pour les articles homonymes, voir Hôtel de la Bourse.
L'hôtel de la Bourse, bâti au XVIIIe siècle, protégé des monuments historiques, est situé rues du Palais et Admyrault à La Rochelle, en France.

## Historique
À la suite de l'incendie détruisant le précédent édifice de la juridiction consulaire, qui avait été construite en 1716 par l'architecte Denis, les négociants rochelais décident la construction d'un nouvel bâtiment regroupant bourse, juridiction consulaire et chambre de commerce. 

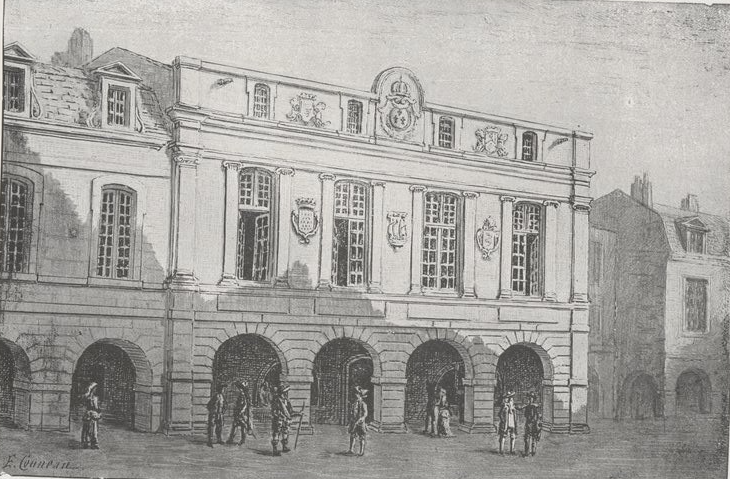
Palais de la Bourse au XVIIIe siècle, selon Émile Couneau dans La Rochelle disparue.

Le plans de l'architecte Matthieu Hue sont adoptés en 1760 et les travaux sont réalisés par les entrepreneurs Jean et Henri Tourneur : gros-œuvre (1764), aménagements intérieurs (1765) et chapelle (1766). Le maître menuisier Pierre Chevalier réalise la porte en bois sur la rue du Palais et Levasseur le décor sculpté, en haut et bas-reliefs, de la façade sur cour.
L'hôtel de la Bourse accueille aujourd'hui encore le tribunal de commerce de La Rochelle.
Le bâtiment est inscrit au titre des monuments historiques par arrêté du 14 juin 1929.

## Architecture

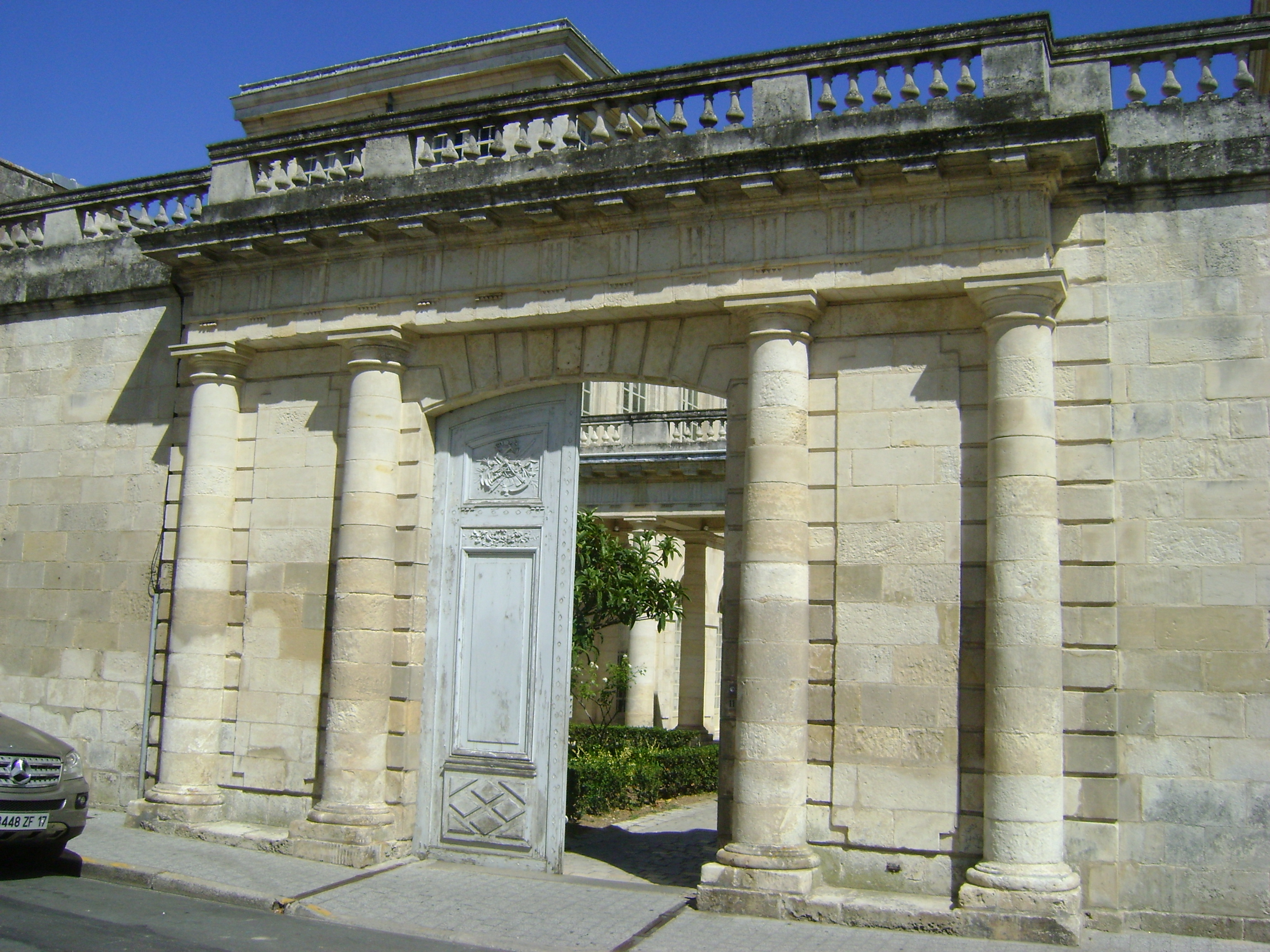
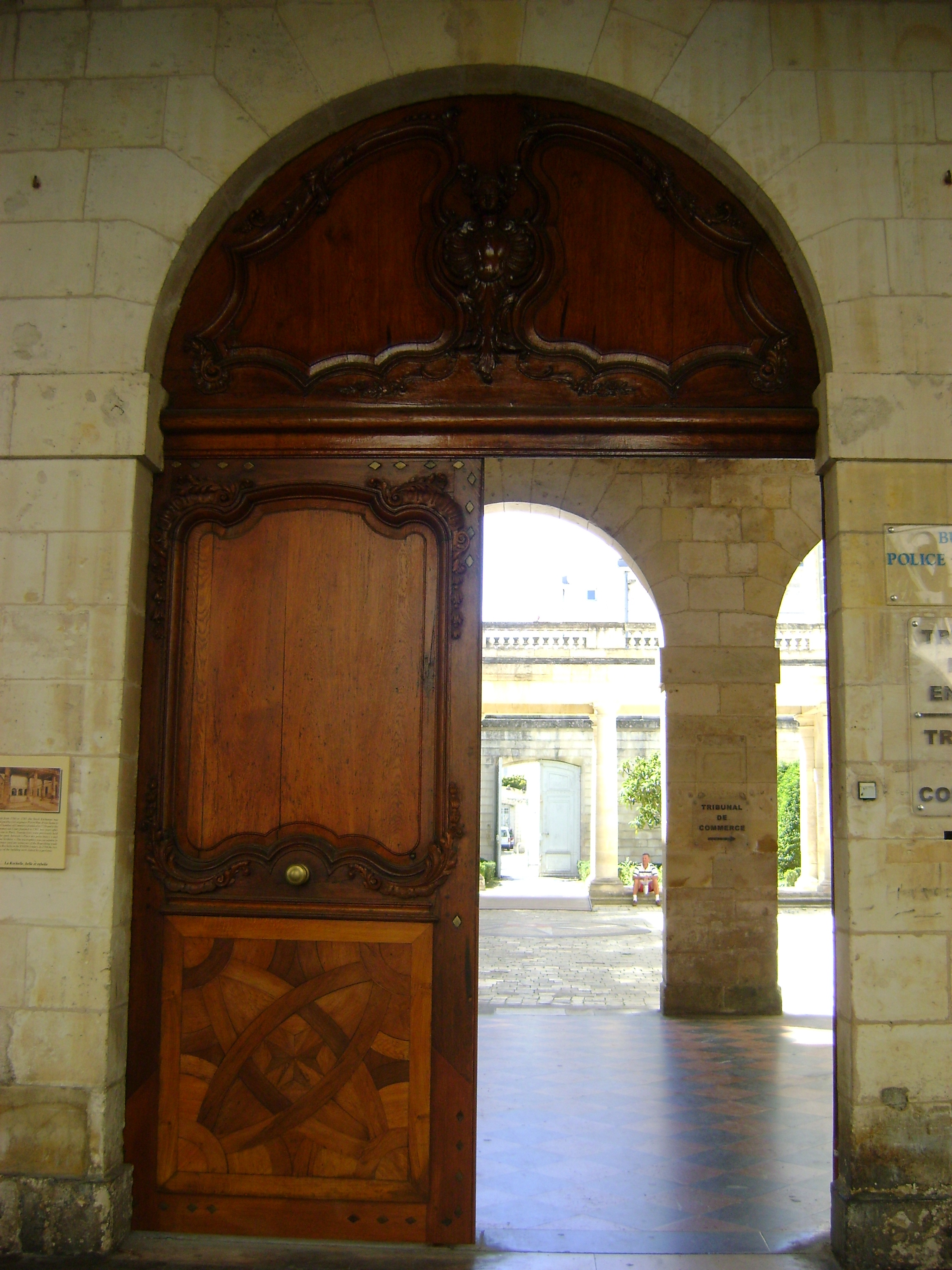
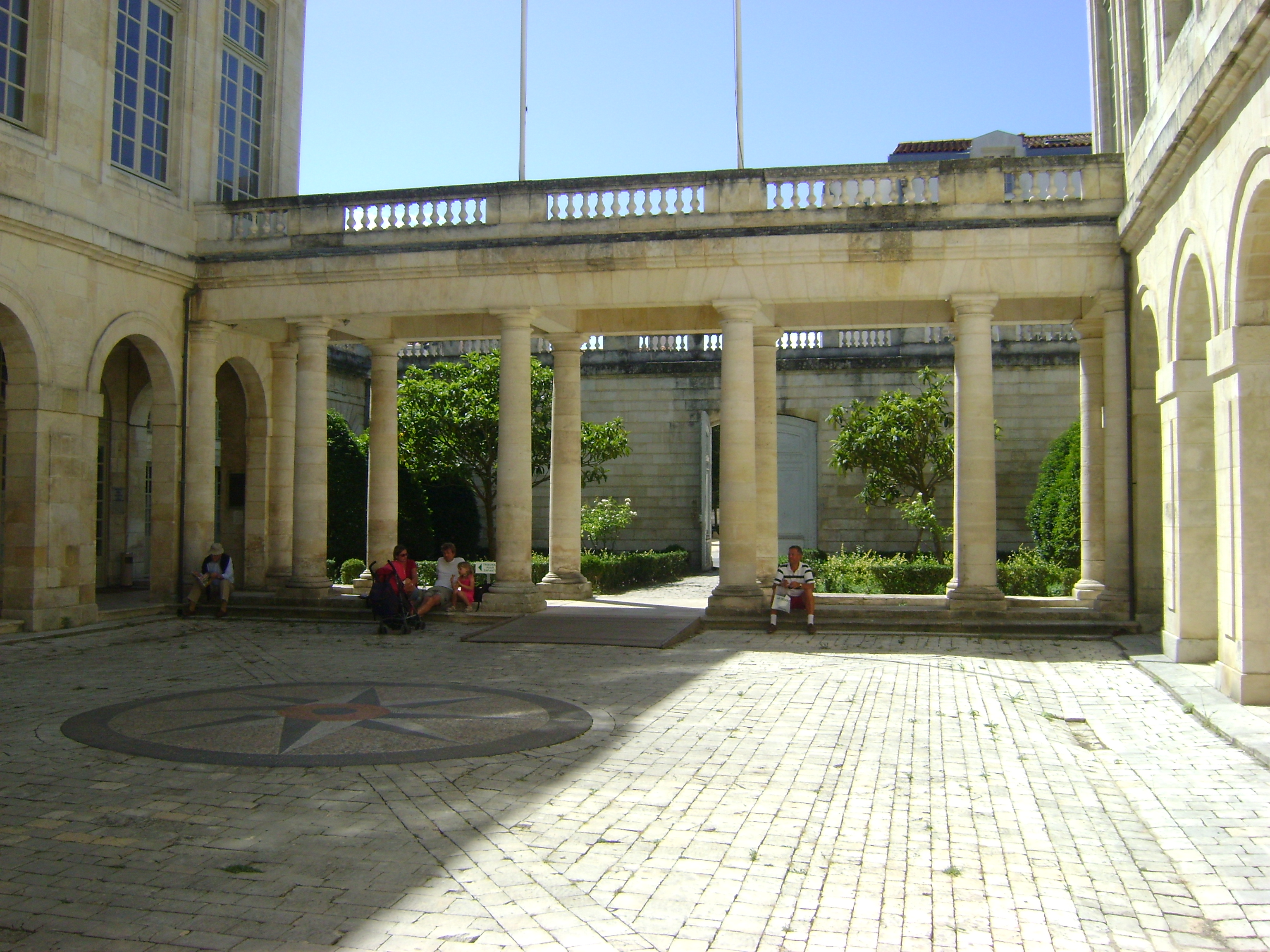
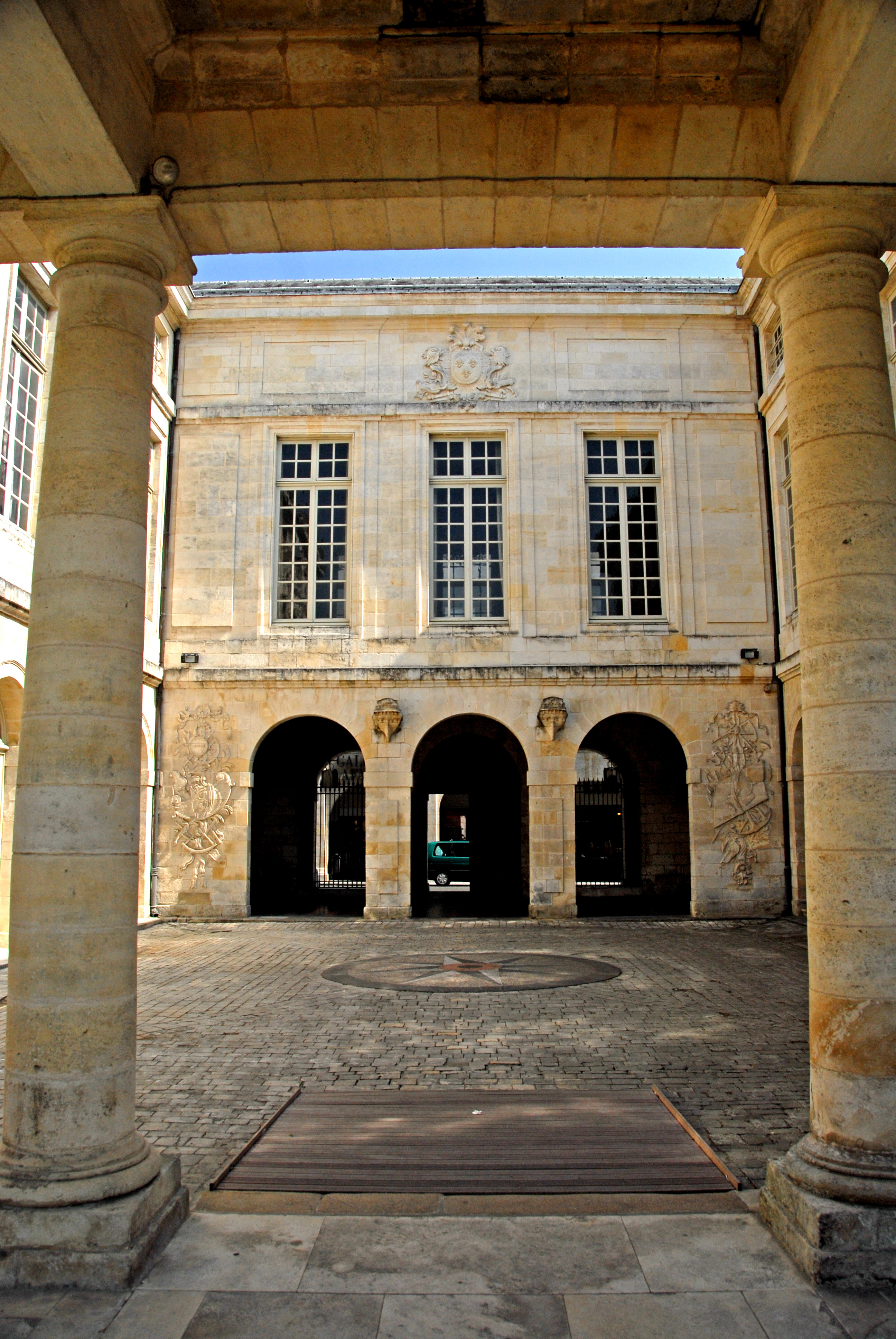
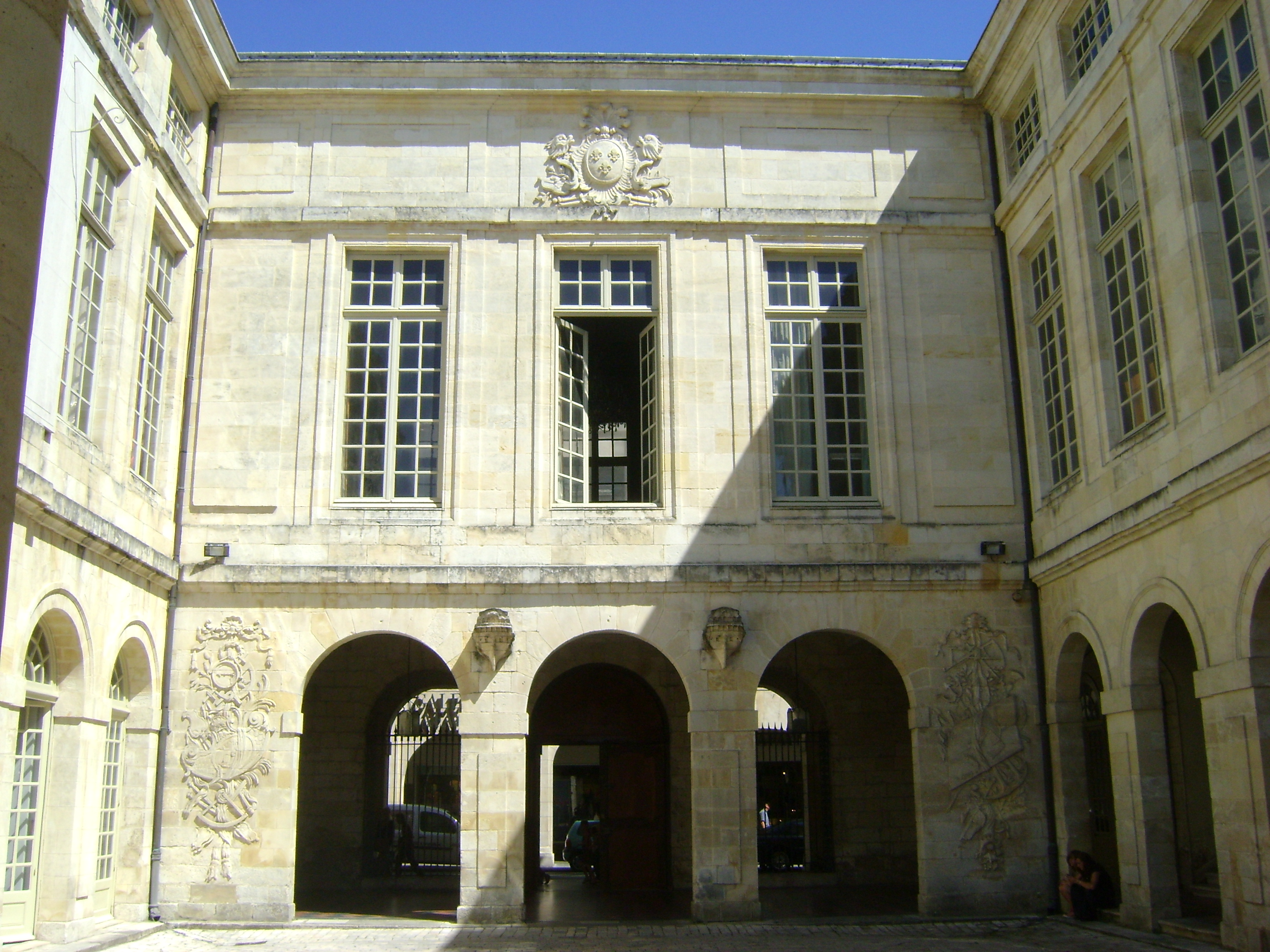
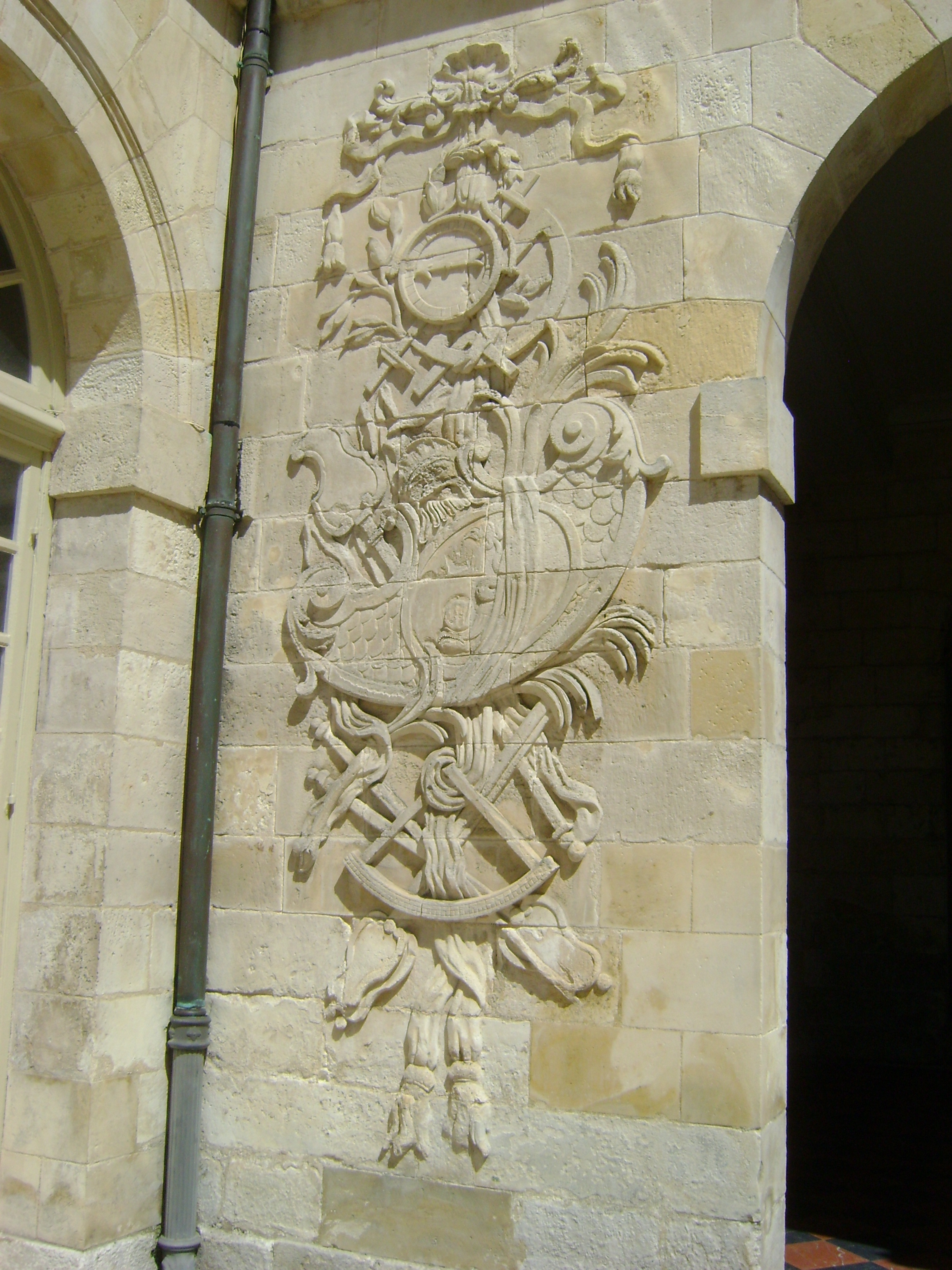
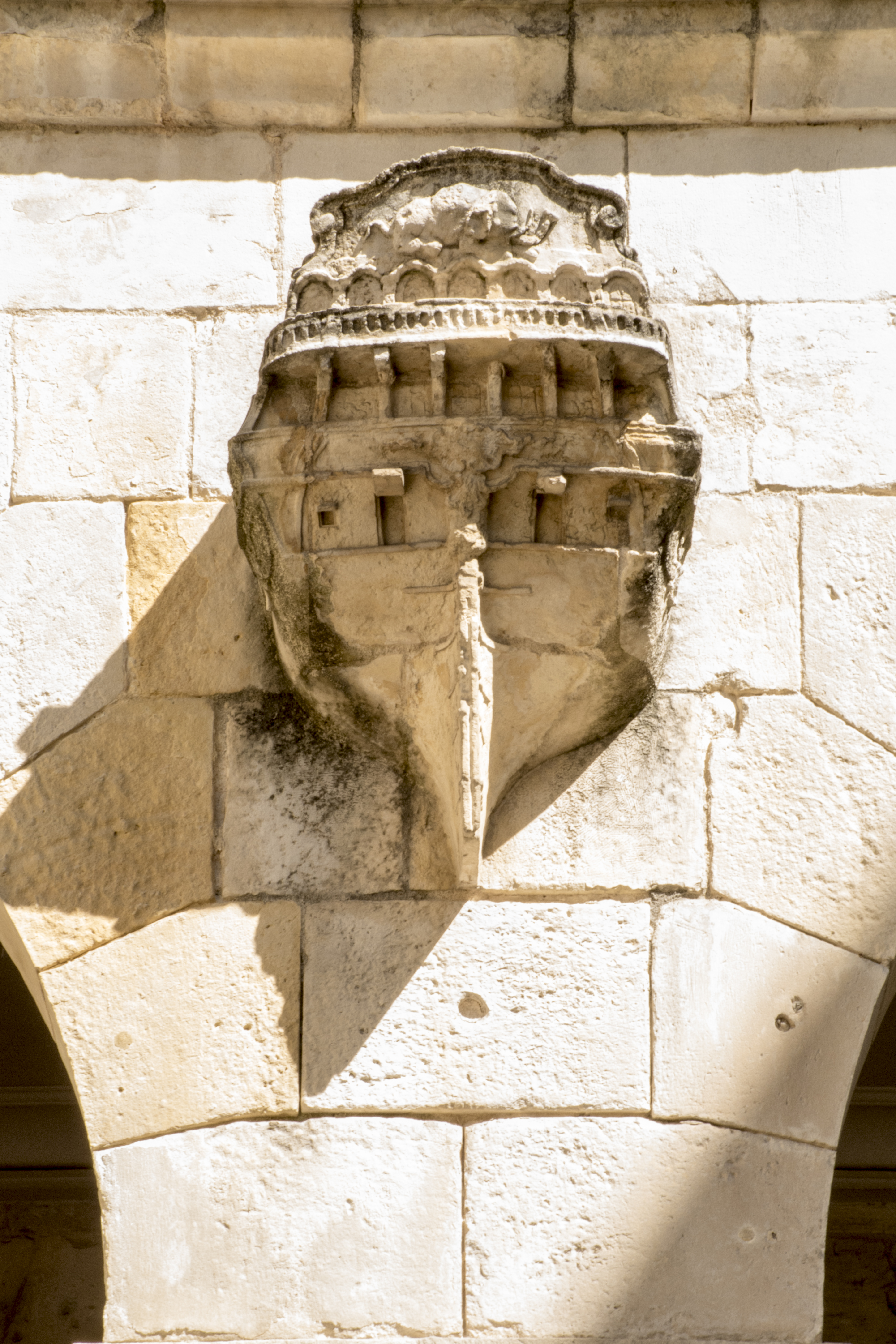